# ديفون سكوت
ديفون سكوت (بالإنجليزية: Devon Scott)‏ هي ممثلة أمريكية، ولدت في 29 نوفمبر 1958.

## وصلات خارجية
- ديفون سكوت على موقع IMDb (الإنجليزية)
- ديفون سكوت على موقع إن إن دي بي (الإنجليزية)
- ديفون سكوت على موقع قاعدة بيانات الفيلم (الإنجليزية)